# Mikołaj Aleksander Jełowicki
Mikołaj Aleksander Jełowicki herbu własnego – stolnik nowogrodzkosiewierski w latach 1672-1673.
Poseł sejmiku wołyńskiego na sejm koronacyjny 1676 roku.